# Landkreis Ludwigsburg
Landkreis Ludwigsburg är ett distrikt i förbundslandet Baden-Württemberg i sydvästra Tyskland.

## Infrastruktur
Genom distriktet passerar motorvägen A81.
1. ↑  härlett från: Statistisches Landesamt Baden-Württemberg.[källa från Wikidata]
2. ↑  läs online, www.destatis.de .[källa från Wikidata]